# شبكة كرات مصفوفة

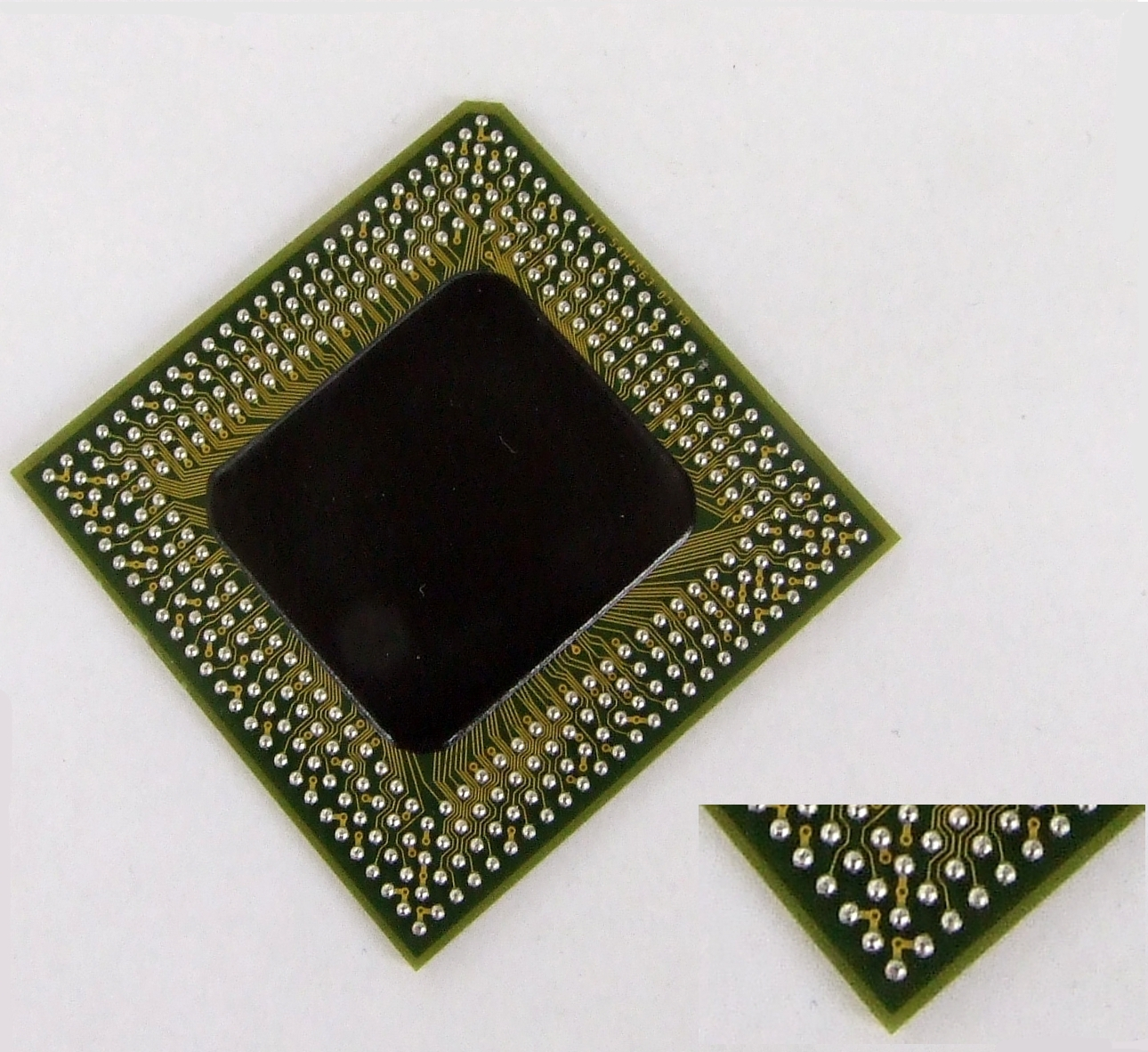
شبكة كرات مصفوفة ظاهرة في أسفل رقاقة ميديا جي إكس التابعة لشرة سيركيس

شبكة كرات مصفوفة (بالإنجليزية: Ball grid array)‏ وهي نوع من تقنيات التركيب السطحي تستخدمها الدائرات المتكاملة. وهي متحدّرة مباشرة من شبكة إبر مصفوفة. وبدلا من استخدام إبر لتأمين تأمين الوصلة الكهربائية مع لوحة إلكترونية مطبوعة تستخدم معادن لحامية عل شكل كرات. ويتم وضع الوحدات المستخدمة لهذه التقنية مباشرة على اللوحة إلكترونية مطبوعة، ثم يتم إدخالها إلى فرن لتذوب الكرات وتلحم على اللوحة مما يؤدي إلى تثبيت هذه الوحدة على اللوحة.